# Bindoon
Bindoon is een plaats in de regio Wheatbelt in West-Australië. Het ligt langs de Great Northern Highway, 84 kilometer ten noordnoordoosten van Perth en 19 kilometer ten oosten van Gingin. In 2021 telde Bindoon 1.215 inwoners tegenover 740 in 2006.

## Geschiedenis
Voor de eerste Europese kolonisten zich in de streek vestigden leefden de Yuat Aborigines er reeds duizenden jaren. Het zou kunnen dat ook de Balardung en Wajuk zich in het gebied begaven. In 1835 werd de streek verkend door George Fletcher Moore. William Locke Brockman vestigde zich in 1843 als eerste in de streek en noemde zijn eigendom Bindoon. Bindoon zou een aboriginalwoord zijn voor "een plaats waar yamswortels groeien". Nog in 1843 keerde George Moore terug naar de streek en vestigde zich er ook. De eerste kolonisten teelden groenten en fruit en hielden enkele runderen en schapen. Tegen 1859 woonden er elf kolonisten in de streek.

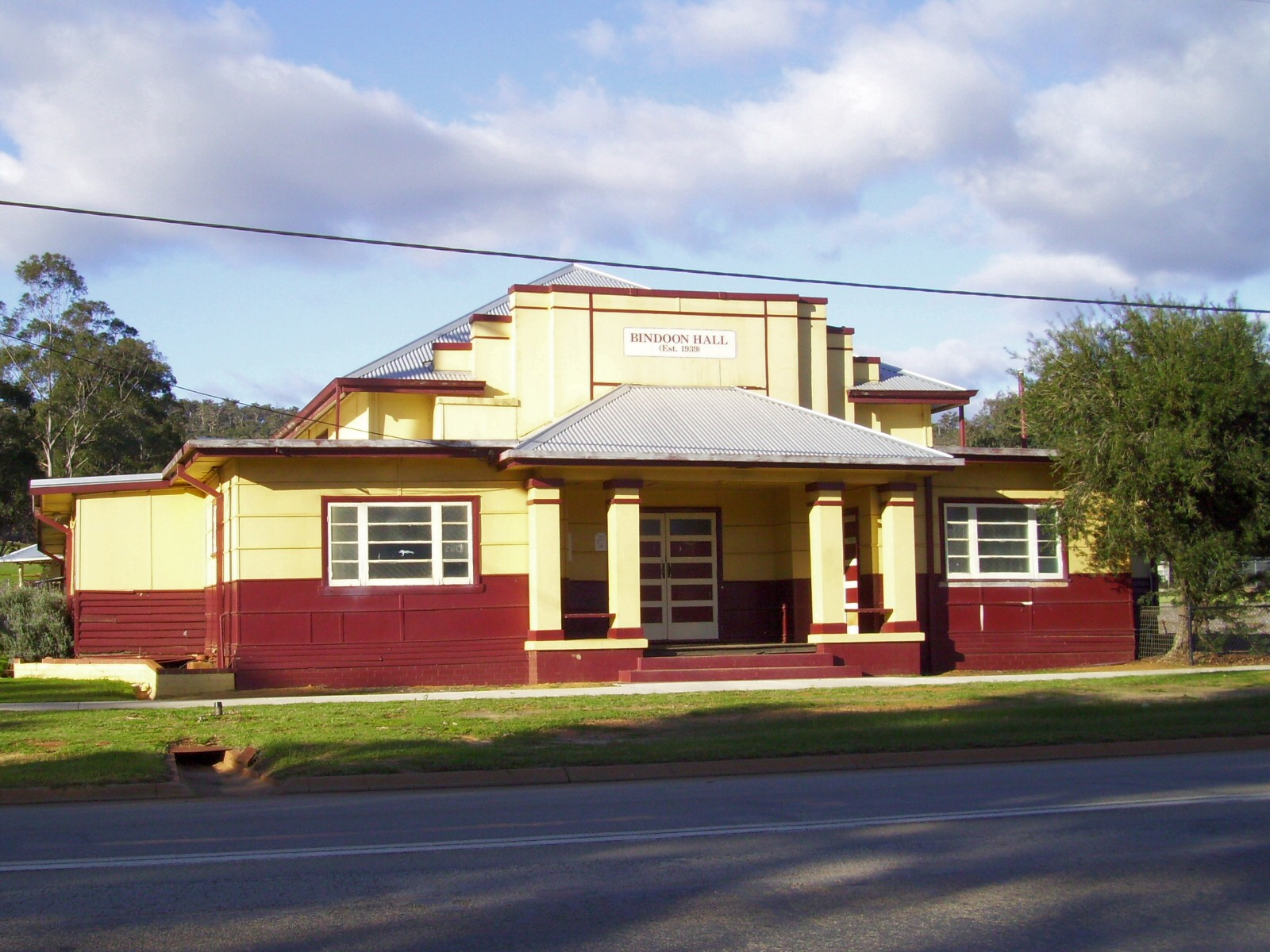
Town Hall gebouwd in 1939

In de jaren 1880 steeg het aantal kolonisten aanzienlijk. Achtenzestig kavels kroonland werden verkocht. De eerste Roads Board werd verkozen in 1896. De Chittering Brook Road Board scheidde zich toen af van de Gingin Road Board. Na de Tweede Wereldoorlog werden terugkerende soldaten in Bindoon gevestigd middels Soldier Settlement Schemes. Tegen de jaren 1950 had Bindoon een postkantoor, een garage en een algemene winkel. In 1953 werd Bindoon officieel erkend. In 1964 werd de Chittering Brook Road Board de Shire of Chittering.
Sinds de jaren 1950 ligt er een 20.000 hectare groot schietveld nabij Bindoon. Onder andere het Special Air Service Regiment (SASR) leidt er haar rekruten op.
Bauxite Resources begon in 2009 met het delven van bauxiet voor de productie van aluminium. In 2013 werden de werkzaamheden stilgelegd na langdurig protest van de lokale bevolking.
In 2013 dienden een honderdtal inwoners van Bindoon geëvacueerd te worden ten gevolge een zware bosrand die 2.000 hectare landbouwgrond en natuur in as legde.
De grootste verpakkingsfabriek voor citrusvruchten van West-Australië werd in 2017 in Bindoon in gebruik genomen. Ze kan tot 20.000 ton fruit per jaar verwerken.

## Bindoon Boys Town
De school, opgericht door de Christian Brothers, is verscheidene malen van naam veranderd. Er werden decennialang kinderen misbruikt en mishandeld. De school heet tegenwoordig het Edmund Rice College.
In 2010 werd de film Oranges and Sunshine uitgebracht over uit Engeland gedeporteerde, mishandelde en misbruikte kinderen en hun strijd om erkenning. De film maakt gewag van het seksuele misbruik in Bindoon Boys Town
In 2014 onderzocht een koninklijke commissie de feiten.
In 2017 werd het graf van Francis Paul Keaney, naar wie de school ooit vernoemd werd, door de Christian Brothers ontmanteld en zijn resten elders begraven.

## Toerisme[3]
- Het Bindoon Heritage Museum is gehuisvest in het gebouw van de Chittering Brook Road Board uit 1929/'30, vier kilometer ten zuiden van Bindoon.
- De Holy Trinity Anglican Church is een oud stenen kerkje 9 kilometer ten noorden van Bindoon.
- De Claremont Cottage uit 1861 is het oudste gebouw in Bindoon. Het biedt nu onderdak aan een kunstgalerij en koffiehuis.
- Bindoon ligt in de Darling Range en er zijn tal van korte wandelingen rondom: Needoonga Walk, Stonehouse Walk, Spoonbill Lake, Carty Reserve en Wannamal Walk.

Aldersyde · Amery · Ardath · Arthur River · Baandee · Babakin · Badgingarra · Badjaling · Bailup · Bakers Hill · Balkuling · Ballaying · Ballidu · Beacon · Beenong · Beermullah · Bejoording · Belka · Bencubbin · Bendering · Benjaberring · Beverley · Bilbarin · Bindi Bindi · Bindoon · Bodallin · Bolgart · Bonnie Rock · Boolading · Booraan · Brookton · Bruce Rock · Bullaring · Bullfinch · Bulyee · Bungulla · Buntine · Burakin · Burracoppin · Cadoux · Calingiri · Campion · Caraban · Carrabin · Cataby · Cervantes · Chandler · Chittering · Clackline · Cold Harbour · Congelin · Coomberdale · Copley · Corrigin · Cowcowing · Crossman · Cuballing · Culbin · Cunderdin · Dalwallinu · Dandaragan · Dangin · Darkan · Dattening · Dongolocking · Doodlakine · Dowerin · Dudinin · Dumbleyung · Duranillin · Dwarda · Ejanding · Elabbin · Erikin · Gabbin · Gingin · Goomalling ·  Grass Valley · Greenhills · Guilderton · Gwambygine · Harrismith · Highbury · Hines Hill · Holt Rock · Hyden · Jelcobine · Jennacubbine · Jennapullin · Jitarning · Jurien Bay · Kalannie · Karlgarin · Kellerberrin · Kondinin · Kondut · Koojan · Koolyanobbing · Koorda · Korbel · Korrelocking · Kukerin · Kulin · Kulja · Kulyaling · Kunjin · Kununoppin · Kweda · Kwelkan · Kwolyin · Lancelin · Lake Brown · Lake Grace · Lake King · Ledge Point · Manmanning · Marvel Loch · Meckering · Meenaar · Merredin · Miling · Minnivale · Mogumber · Mokine · Moodiarrup · Mooliabeenee · Moora · Moorine Rock · Moorumbine · Moulyinning · Mount Hardey · Mount Kokeby · Mount Walker · Muchea · Mukinbudin · Muntadgin · Nalya · Nangeenan · Narembeen · Narrogin · New Norcia · Newdegate · Nilgen · Nokaning · North Bannister · Northam · Nukarni · Nungarin · Pantapin · Piawaning · Piesseville · Pingaring · Pingelly · Pithara · Popanyinning · Quairading · Quindanning · Regans Ford · Seabird · Shackleton · Southern Cross · Spencers Brook · Tammin · Tincurrin · Toodyay · Trayning · Varley · Wagin · Walebing · Walgoolan · Wandering · Wannamal · Watheroo · Welbungin · West Dale · West Toodyay · Westonia · Wialki · Wickepin · Wilbinga · Williams · Wongan Hills · Woodridge · Wubin · Wundowie · Wyalkatchem · Yealering · Yelbeni · Yellowdine · Yilliminning · Yerecoin · York · Yorkrakine · Yornaning · Yoting · Youndegin